# Манфреди, Асторре II
Асторре II Манфреди (Astorre II Manfredi) (8 декабря 1412, Фаэнца — 12 марта 1468, там же) — итальянский кондотьер, сеньор Имолы (1439-1449) и Фаэнцы с 1417 (совместно с братьями Карло (до 1420), Гвидо Антонио (до 1448 года) и Джан Галеаццо II).
Сын Джана Галеаццо I Манфреди и Джентиле Малатеста, внебрачной дочери Галеотто Малатеста.
После смерти отца (1417) стал папским викарием Фаэнцы, Имолы, и Фузиньяно совместно с братьями Гвидо Антонио (до 1448 года) и Джан Галеаццо II. До 1428 года находился под опекой матери — Джентиле Малатеста, и Гвидантонио да Монтефельтро.
С 1430 года участвовал в феодальных войнах, в 1434—1436 в плену в Милане. В 1438 г. захватил Риоло, Баньякавальо, Русси и Фусиньяно, в следующем году его брат Гвидо Антонио получил от миланского герцога Филиппо Мария Висконти Имолу, которая была включена в состав совместных владений.
В битве при Ангиари 29 июня 1440 года попал в плен к Никколо Гамбакорта, который за деньги передал его флорентийцам; оставался в заключении до 1441 года, когда был заключен мирный договор. Отомстил Гамбакорта, убив его в Болонье 6 февраля 1442 года.
В 1447 по кондотте служил у Франческо Сфорца, участвовал в завоевании Пьяченцы.
В 1448 году умер Гвидо Антонио, и Асторре II договорился с его сыном - своим племянником Таддео о разделе: тому отходила Имола, а у Асторре II и Джана Галеаццо II оставались Фаэнца и графство Валь-ди-Ламон. Позднее Таддео, заручившись поддержкой союзников, потребовал передела. По договору от июня 1462 года за ним закреплялись Имола, Педиано, Меццоколо, Монте Медио, Публико и Ториккио.
В 1466 году умер, не оставив наследников, Джан Галеаццо II Манфреди, и Асторре сделался единственным сеньором Фаэнцы и Валь-ди-Ламоне.
В 1431 году Асторре II женился на Джованне да Барбиано (ум. 1468), дочери кондотьера Лодовико да Барбиано. Четверо сыновей — Карло,  Галеотто, Федерико и Ланциллето, которые стали его наследниками. Дочь Элизабетта вышла замуж за Франческо Орделаффи.